# Stocznia Schichaua w Gdańsku

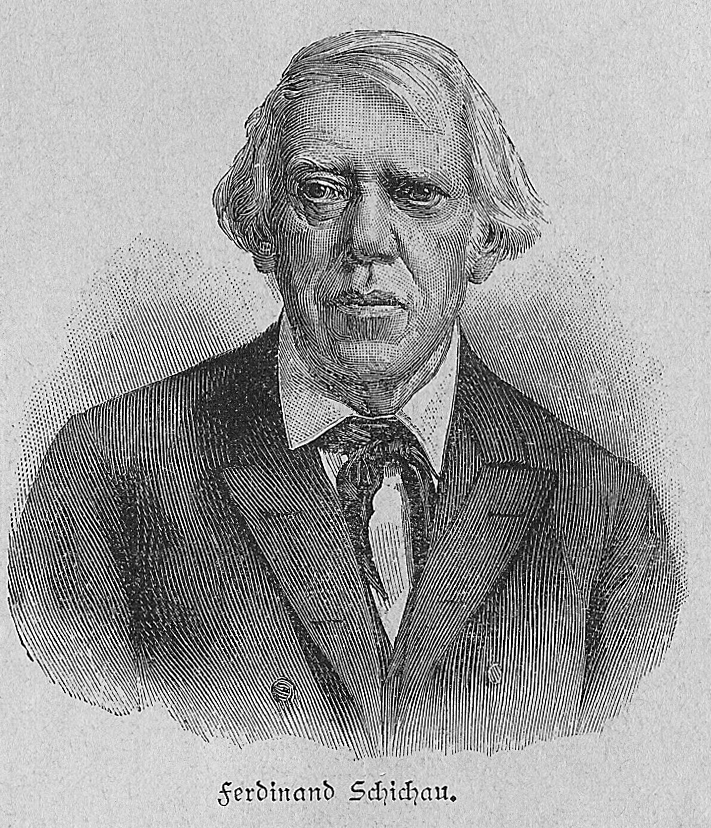
Ferdinand Schichau (1814-1896), założyciel stoczni

F. Schichau GmbH (niem. Schichau-Werft Danzig) – stocznia w Gdańsku, funkcjonująca w latach 1891–1945, założona przez Ferdinanda Schichaua. Była jedną z najważniejszych stoczni budujących okręty w Niemczech. Powstawały w niej statki oceaniczne, okręty wojenne i wielkie statki pasażerskie.

## Historia

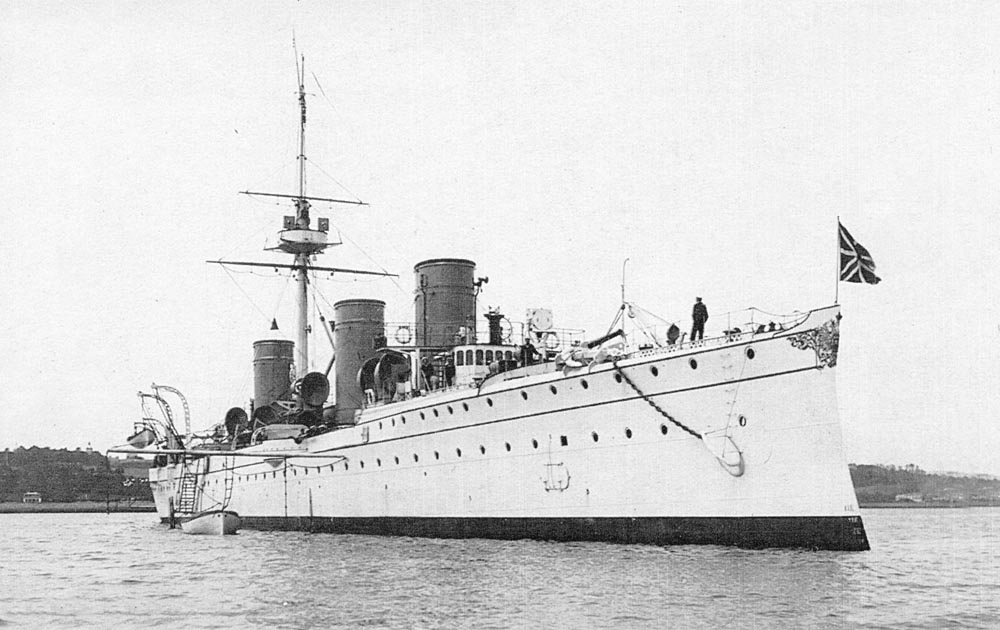
Krążownik „Nowik” zbudowany dla marynarki rosyjskiej – po zbudowaniu najszybszy krążownik świata

Niemiecki przemysłowiec Ferdinand Schichau (1814–1896) utworzył w 1854 stocznię w Elblągu. Ponieważ stocznia dobrze prosperowała, ale w miarę rozwoju zakładu położenie Elbląga nad rzeką stało się przeszkodą, tamującą możliwość budowy większych statków i okrętów, Schichau zdecydował otworzyć filię swojego przedsiębiorstwa w Gdańsku. 14 lutego 1889 zakupił w Gdańsku teren o powierzchni 50 ha, w sąsiedztwie Stoczni Cesarskiej i linii kolejowej. Nierówny i bagnisty teren wymagał niwelacji, podwyższenia i umocnienia. W 1890 r. Schichau przystąpił do budowy zakładu, która szła sprawnie. W pierwszym etapie wybudowano dwie pochylnie i basen wyposażeniowy, później zakład się rozwinął. Stocznia kooperowała z zakładem elbląskim. Już w 1891 wyposażono w stoczni kadłub torpedowca „Pelican” dla Austro-Węgier, zbudowany w Elblągu.

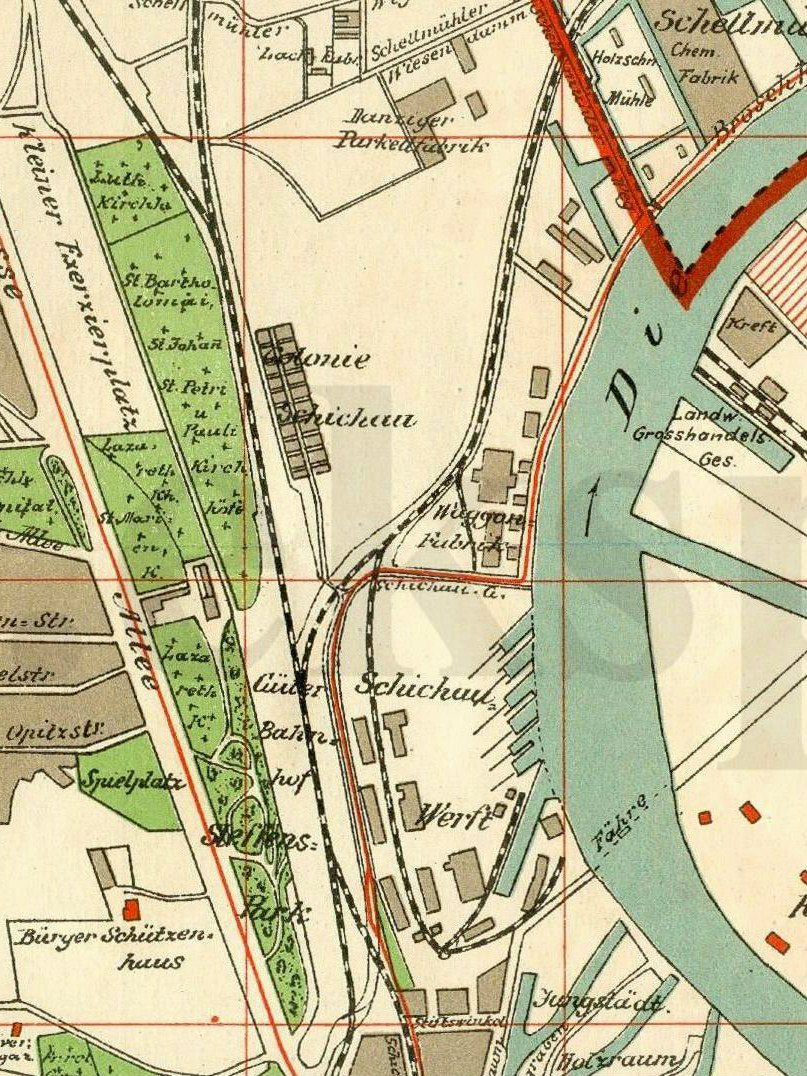
Stocznia na planie z 1912

Stocznia w Gdańsku oficjalnie rozpoczęła działalność w styczniu 1892. Pierwszym okrętem zbudowanym w niej od początku była korweta „Gefion” dla marynarki Niemiec, zwodowana w obecności cesarza Wilhelma II 31 maja 1893.
Stocznia szybko zyskała liczne zamówienia Marynarki Cesarskiej na okręty oraz armatorów prywatnych na duże statki handlowe. Od 1903 budowano też na eksport – głównie dla Rosji i państw skandynawskich. Na jej korzyść działała tania siła robocza na wschodzie ówczesnych Niemiec. W efekcie, przedsiębiorstwo Schichaua stało się na przełomie XIX i XX w. największą niemiecką stocznią prywatną, obok Germaniawerft Kruppa w Kilonii.
Jako pierwsze duże okręty zbudowano pancerniki „Kaiser Barbarossa” i „Wettin”. W 1908 wodowano krążownik lekki „Kolberg”, jako pierwszy okręt napędzany turbinami parowymi zbudowanymi przez przedsiębiorstwo Schichaua. W 1915 zwodowano największy okręt tam zbudowany – drednot „Baden” (wyporność 32.200 ton). W 1917 zwodowano kadłub jeszcze większego krążownika liniowego „Graf Spee” (35.300 t), który jednak nie został ukończony.

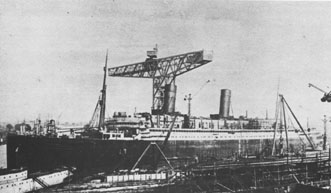
Stocznia Schichaua w Gdańsku z ogromnym żurawiem o wysokości 60 m, który stał się charakterystycznym elementem panoramy Gdańska, ok. 1914

W 1905 r. na terenie stoczni stanął żuraw pływający Długi Henryk z charakterystycznym, mocno zakrzywionym ramieniem. W styczniu 1914 przy basenie wyposażeniowym stoczni stanął wielki, charakterystyczny dźwig, zwany młotowym, o wysokości 60 metrów i nośności 250 ton. Umożliwiał on przenoszenie na budowany statek dużych elementów i stał się charakterystycznym elementem panoramy miasta. Po zakończeniu działań wojennych na terenie Gdańska, w marcu 1945, dźwig został pocięty przez Rosjan i wywieziony do nieznanego miejsca.
Po I wojnie światowej stocznia znalazła się na terenie Wolnego Miasta Gdańska, co pociągnęło zerwanie ścisłych więzi z zakładem w Elblągu. Zakaz budowy okrętów w Gdańsku oraz upadek rynku rosyjskiego źle wpłynęły na sytuację stoczni, lecz przetrwała ona, budując statki handlowe. W 1922 r. ukończono dla Wielkiej Brytanii statek pasażerski „Columbus”, wodowany jeszcze w 1913, będący największym statkiem zbudowanym w Gdańsku (33 526 BRT, służył następnie jako Homeric). Drugi statek bliźniaczy, zwodowany w 1922, także pod nazwą Columbus, był przez kilka lat największym statkiem niemieckim.
Pod koniec lat 20. produkcja zaczęła wzrastać. Z powodu niewykorzystanych jednak w pełni mocy, stocznia zajmowała się też remontami. Z powodu zakazu budowy okrętów, budowała jedynie pod koniec lat 30. jednostki pomocnicze dla niemieckiej marynarki (Kriegsmarine), m.in. okręty zaopatrzeniowe.
Po wybuchu II wojny światowej i wcieleniu Gdańska do Niemiec w 1939, stocznia stała się jednym z głównych ośrodków produkcji okrętów podwodnych. Do czasu zdobycia miasta przez armię radziecką w stoczni zbudowano 64 U-Booty typu VII i 30 typu XXI (licząc te, które zostały wcielone do Kriegsmarine).
Prawdopodobnie stocznia przetrwała wojnę w dobrym stanie, ale potem jej wyposażenie zostało w całości wywiezione do ZSRR.
Po II wojnie światowej Gdańsk został włączony do Polski, jednak dawna stocznia Schichaua została oficjalnie przekazana Polsce przez ZSRR (bez wyposażenia) dopiero 26 lipca 1945. Została przejęta przez państwo i połączona z sąsiadującą dawną państwową Stocznią Cesarską w Stocznię Gdańską. Obecna brama nr 3 Stoczni Gdańskiej jest dawną główną bramą Stoczni Schichaua, a tzw. basen Konopnickiej jest pierwszym basenem wyposażeniowym stoczni Schichaua.

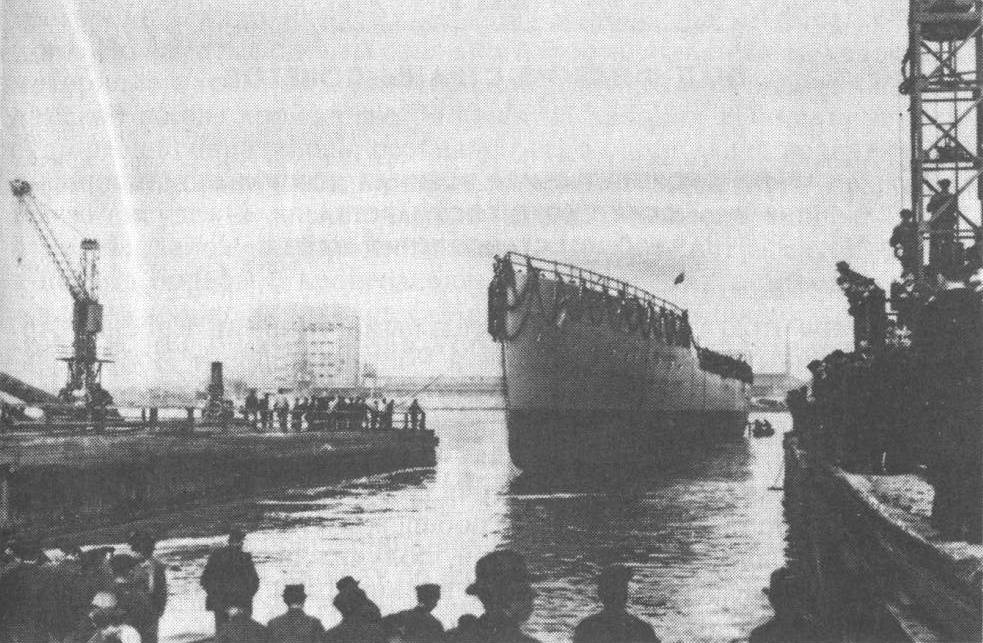
Wodowanie w Stoczni Schichaua, 29 marca 1914

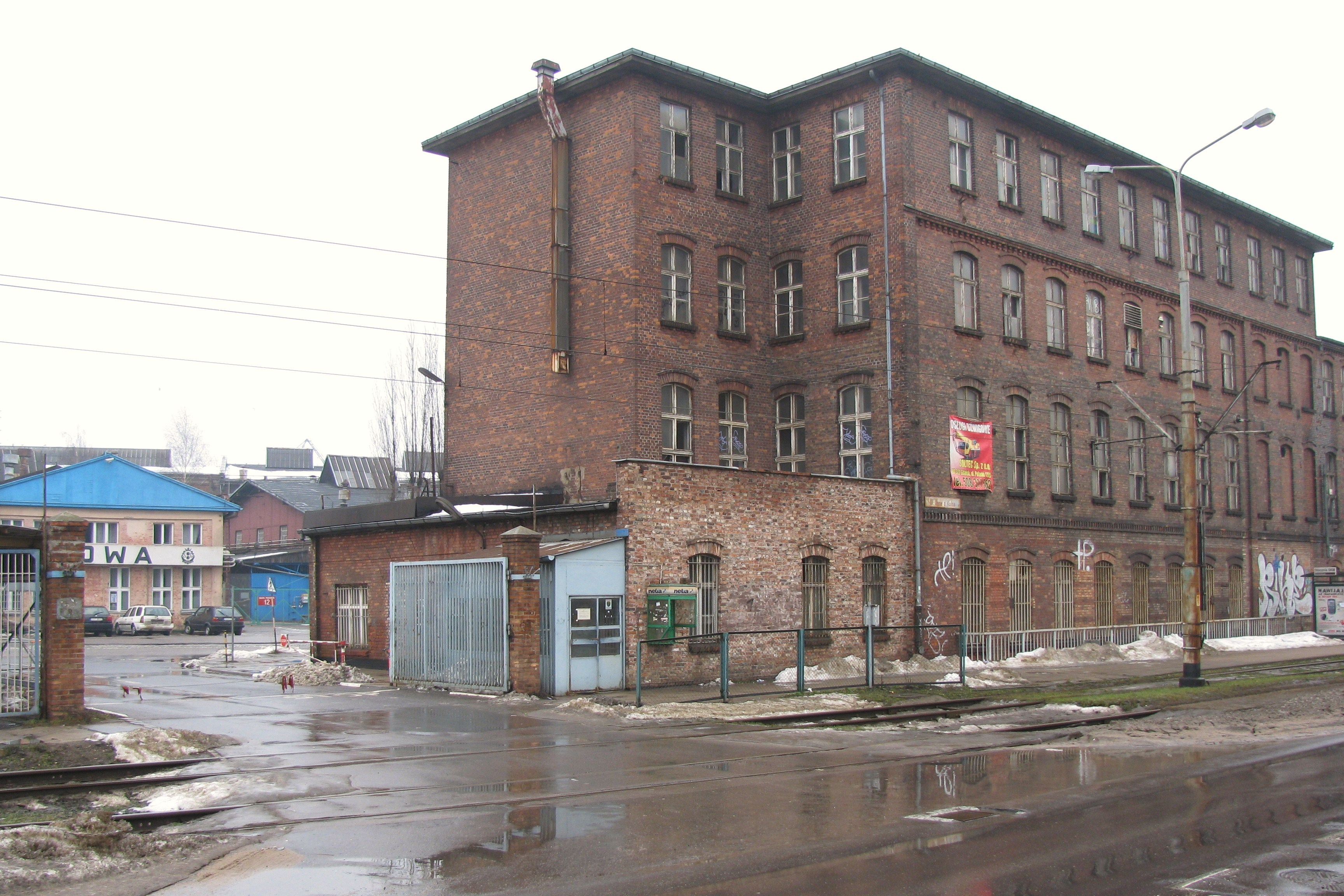
Dawna główna brama Stoczni Schichaua – później III brama Stoczni Gdańskiej przy ul. Jana z Kolna

## Okręty zbudowane w stoczni Schichaua (wybór)

### Drednoty
- SMS Oldenburg(inne języki) zwodowany 1910, wyporność 24700 ton, 12 dział 305 mm
- SMS König Albert(inne języki) zwodowany 1912, wyporność 27000 ton, 10 dział 305 mm
- SMS Baden zwodowany 1915, wyporność 32200 ton, 8 dział 380 mm

### Krążowniki liniowe
- SMS Lützow zwodowany 1913, wyporność 31500 t, 8 dział 305 mm
- SMS Graf Spee zwodowany 1917, ale nieukończony, wyporność 35300 t, 8 dział 350 mm

### Przeddrednoty
- SMS Kaiser Barbarossa zwodowany 1900, wyporność 11785 t, 4 działa 240 mm, 18 dział 150 mm
- SMS „Wettin”(inne języki) zwodowany 1901, wyporność 12798 t,4 działa 240 mm, 18 dział 150 mm
- SMS Elsass(inne języki) (typu Braunschweig) zwodowany 1903, wyporność 14394 t, 4 działa 280 mm, 14 dział 170 mm
- SMS Lothringen(inne języki) (typu Braunschweig) zwodowany 1904, wyporność 14394 t, 4 działa 280 mm, 14 dział 170 mm
- SMS Schlesien zwodowany 1906, wyporność 14218 t, 4 działa 280 mm, 14 dział 170 mm

### Krążowniki
- SMS Gefion(inne języki) zwodowany 1893
- Nowik – zwodowany 1900, wyporność 3080 t, 6 dział 120 mm (dla Rosji)
- SMS Kolberg(inne języki) zwodowany 1908, wyporność 4915 t, 12 dział 105 mm
- SMS „Pillau”(inne języki) zwodowany 1914, wyporność 5252 t, 8 dział 150 mm
- SMS Elbing(inne języki) zwodowany 1914, wyporność 5252 t, 8 dział 150 mm

### Okręty podwodnezII wojny światowej
- typu VIIC: U-431(inne języki), U-432(inne języki), U-433(inne języki), U-434(inne języki), U-435(inne języki), U-436(inne języki), U-437(inne języki), U-438(inne języki), U-439, U-440(inne języki), U-441, U-442(inne języki), U-443(inne języki), U-444(inne języki), U-445(inne języki), U-446(inne języki), U-447(inne języki), U-448(inne języki), U-449(inne języki), U-450(inne języki), U-731(inne języki), U-732(inne języki), U-733(inne języki), U-734(inne języki), U-735(inne języki), U-736(inne języki), U-737(inne języki), U-738(inne języki), U-739, U-740(inne języki), U-741(inne języki), U-742(inne języki), U-743(inne języki), U-744(inne języki), U-745(inne języki), U-746(inne języki), U-747(inne języki), U-748(inne języki), U-749(inne języki), U-750(inne języki), U-825, U-826, U-1191(inne języki), U-1192(inne języki), U-1193(inne języki), U-1194, U-1195(inne języki), U-1196(inne języki), U-1197(inne języki), U-1198, U-1199(inne języki), U-1200(inne języki), U-1201(inne języki), U-1202(inne języki), U-1203, U-1204(inne języki), U-1205(inne języki), U-1206, U-1207(inne języki), U-1208(inne języki), U-1209(inne języki), U-1210(inne języki)

- typu VIIC/41: U-827(inne języki), U-828(inne języki)

- typu XXI: U-3501, U-3502(inne języki), U-3503(inne języki), U-3504(inne języki), U-3505(inne języki), U-3506(inne języki), U-3507(inne języki), U-3508(inne języki), U-3509(inne języki), U-3510(inne języki), U-3511(inne języki), U-3512(inne języki), U-3513(inne języki), U-3514, U-3515, U-3516, U-3517, U-3518, U-3519, U-3520, U-3521, U-3522, U-3523, U-3524, U-3525, U-3526(inne języki), U-3527(inne języki), U-3528(inne języki), U-3529(inne języki), U-3530(inne języki)